# Сублимация (психология)
В психологията „сублимация“ е понятие, измислено от Зигмунд Фройд, което се е използвало, за да обясни духа като отражение на либидото. Има своите корени във философията на Ницше и психоаналитичния подход и понякога е смятан за вид защитен механизъм. Според Уейд и Таврис сублимация е когато изместването „служи на по-висши културни или социално полезни цели като създаването на изкуство или изобретения“.

## Психоаналитични теория
В класическата теория на Фройд на еротичната енергия е позволено само ограничено изразяване поради ограничението на обществото.
Фройд смята, че този защитен механизъм е най-продуктивен в сравнение с другите, които той идентифицира (например изтласкване, изместване, отричане, формиране на реакция, интелектуализация и проекция). Сублимацията е процес на трансформиране на либидото в „социално полезни“ постижения, основно изкуство. Психоаналитиците често свързват сублимацията като единствения истински успешен защитен механизъм.

### Междуличностна психоанализа
Хари Стек Съливан, пионер в междуличностната психоанализа дефинира сублимацията като несъзнателна замяна на частично удовлетворение със социално одобрение поради търсенето на директно задоволяване, което би било против идеалите на някои или решението на социалните цензори и другите важни хора, които го заобикалят. Замяната може да не бъде такава, каквато индивидът иска, но е единственият начин, по който той може да вземе част от своето удоволствие и да се почувства сигурно в същия момент. Съливан документира, че всички неща свързани със сублимацията, са по-сложни от директното задоволяване на нуждите, към които те се прилагат. При успешна сублимация, Съливан наблюдава необичайна ефикасност за справяне с конфликти между нуждата за задоволяване и нуждата от сигурност без нарушаване на съзнанието.